# 阿爾謝尼·亞采紐克
阿爾謝尼·彼得羅维奇·亞采紐克（烏克蘭語：Арсеній Петрович Яценюк，羅馬化：Arsenii Petrovych Yatseniuk，發音：[ɐrˈsɛn⁽ʲ⁾ij peˈtrɔwɪtʃ jɐtseˈnʲuk]；1974年5月22日—），烏克蘭經濟學學者、律師及政治家，曾任外交部长、议会议长，烏克蘭總理。

## 簡歷
2010年1月17日，乌克兰举行总统选举。亚采纽克在首轮投票中得票率位列第四，因此未能进入第二轮投票。
2010年2月21日，乌克兰当选总统维克托·亚努科维奇提名3名总理候选人，争取在一周内组成议会联盟，组建新政府，替代时任总理尤利婭·季莫申科的政府。这3名总理候选人分别为前中央银行行长、企业家谢尔盖·季吉普科、亚采纽克和前财政部长尼古拉·阿扎罗夫，最終阿扎羅夫被國會選為總理。
2014年2月被国会选为烏克蘭總理。同年7月24日宣布辞职，以抗议执政联盟破裂。然而，7日後即7月31日，烏克蘭最高拉達駁回亞采紐克的請辭決定。
2014年10月26日在国会选举前夕，亚采纽克退出“全烏克蘭祖國聯盟”，成立“人民阵线”。
2016年2月16日，时任乌克兰总统彼得罗·波罗申科以失去公众信任为由要求亚采纽克辞去总理职务。4月11日，亚采纽克宣布正式辞职。

## 血統
據亚采纽克說，他來自一個烏克蘭民族家庭。他一部分祖先來自羅馬尼亞，他的祖父母之一是大羅馬尼亞切爾諾夫策地區的公民。一些消息來源，他出生猶太民族家庭的烏克蘭人。由哈里特薩利姆在《衛報》的一篇文章指出，他“已經淡化了他的猶太的起源，可能是因為反猶太主義在他的黨的烏克蘭西部腹地的流行”。然而在2010年總統競選期，烏克蘭的首席拉比雅各布（Yakov Bleich）回擊對亚采纽克辱罵，如“無恥的猶太人”和“竊取權力的猶太人”，時說“亞采紐克不是猶太人”；此外，安娜（Anna Rudnitska）在同一個總統選舉中的猶太周刊寫說，“假設性說亚采纽克的猶太血統，從來沒有建立起來。”

## 政見
亞采紐克採取鮮明反俄立場，比總統還強硬得多，從克里米亞危機開始就主張全面戰爭，直接用武力對俄開戰並收復克里米亞。他的此一立場在烏克蘭顏色革命中獲得西方和美國支持，從而壯大了他的政治資產，也因此他一貫相信只要大型戰爭開始就能讓北約無條件捲入並支持烏克蘭西部。
據今日俄羅斯報導，俄羅斯聯邦調查委員會調查結果顯示，亞采紐克在2014年烏克蘭內戰和頓巴斯衝突中,參與了烏軍大規模炮擊平民區的事件，他還参与了1994年的車臣戰爭，該調查委員會弗拉基米爾·馬爾金的負責人告訴記者：烏克蘭總理亞采紐克，根據調查，他還參與了在車臣的戰鬥在1994年的恐怖攻擊 、1995年反對聯邦軍隊，大多數右翼激進的民族主義運動的領導者烏克蘭“邁丹”的主要領導者，參與了在德涅斯特河左岸共和國的戰爭、納戈爾諾、卡拉巴赫，高亞索南奧塞梯顏色革命和其他熱點的衝突。
2014年冬季開始由於歐洲和烏克蘭本身都還是依賴俄羅斯的廉價天然氣取暖，北約和烏政府的態度有所軟化，這也導致亞采紐克和總統的一些意見不合，然而國際普遍認為天然氣因素和冬季嚴寒不利作戰因素也許能過一個太平的冬季爭取轉圜餘地，現實則不然從年底開始戰火突然加劇，由於現代科技的發展與二次大戰有大量不同，嚴寒天氣對部隊制約能力沒有想像中大，且普京強硬的表態沒有退讓並派遣諸多俄軍特種部隊潛入支援東部戰鬥，烏克蘭政府軍數個旅被擊潰被迫在冬季徵兵補充建置，2015年1月份戰鬥血腥化大量人民傷亡，最終烏克蘭政府軍三個旅在東部被包圍。國際斡旋下最終讓雙方短暫人道停火撤出平民，但同時兩軍也藉此增加軍備，大規模戰役一觸即發。

## 外部連結
- Arseniy Yatsenyuk's "Front of Changes" （页面存档备份，存于） （乌克兰語）
- . Novyi Region 2.   [2014-02-28]. （原始内容存档于2014-02-01） （乌克兰语）.

| 官衔                                | 官衔                              | 官衔                                |
| ----------------------------------- | --------------------------------- | ----------------------------------- |
| 前任者： 弗拉基米爾·奧格雷茲科 代理 | 烏克蘭外交部部長 2007年           | 繼任者： 弗拉基米爾·奧格雷兹科      |
| 前任者： 亞歷山大·莫羅茲            | 烏克蘭最高拉達議長 2007年－2008年 | 繼任者： 亞歷山大·拉夫里諾維奇 代理 |
| 前任者： 謝爾蓋·阿爾布佐夫 代理     | 烏克蘭總理 2014年－2016年         | 繼任者： 弗拉基米爾·格羅伊斯曼      |